# Faculté des sciences de Rabat
 (novembre 2018).
Si vous disposez d'ouvrages ou d'articles de référence ou si vous connaissez des sites web de qualité traitant du thème abordé ici, merci de compléter l'article en donnant les références utiles à sa vérifiabilité et en les liant à la section « Notes et références ».
Pour les articles homonymes, voir FSR.
La Faculté des sciences-Rabat (FSR) (arabe : كلية العلوم الرباط) a été créée en 1952. Elle fait partie de l'ensemble des facultés de l’Université Mohammed V de Rabat. Elle est la faculté où les étudiants bacheliers poursuivent leurs études supérieures dans le domaine scientifique (mathématiques, informatique, physique, biologie, géologie, chimie).

## Présentation
Le noyau du siège de l’actuelle faculté des sciences a été mis en service dès 1952 sous l’appellation « Centre d’études supérieures scientifiques ». Devenu « Faculté des Sciences » en 1957-1958, nom officialisé par le Dahir de 1959 après la création de l'Université Mohammed V en 1957. Cet établissement allait connaître une extension importante de ses locaux avec le doublement dès 1966 de la superficie couverte, puis son quadruplement vers la fin des années 1960 - 1970. Il a fallu faire face à l’augmentation rapide de l’effectif des étudiants et répondre aux besoins accrus des laboratoires de recherche.
De 23 licenciés ès-sciences en 1961[réf. souhaitée], on est passé à un nombre qui avoisine les 600 licenciés par an[réf. souhaitée].

## Liste des doyens de la faculté depuis sa création
- 1958-1960 :  Pasqualini
- 1960-1963 :  Jean Deschamps
- 1963-1969 :  Albert Sasson
- 1969-1975 :  Abdellatif Ben Abdeljlil
- 1975-1985 :  Idriss Khalil
- 1985-1987 :  Ahmed Kerkour
- 1987-1996 :  Abderrahman Essaïd
- 1996-1999 :  Hajoub Msougar
- 1999-2005 :  Hassan Chlyah
- 2005-2010 :  Wail Benjelloun
- 2010-2014 :  Saaïd Amzazi
- 2015 -2019:   Morad El Belkacemi
- 2020-          :  Mohammed Regragui

## Liste des professeurs éminents de la faculté depuis sa création
Abdelhaq El Jai (1979-1984), mathématicien spécialiste de la théorie des systèmes, professeur émérite à l'Université de Perpignan et membre de l'Académie Hassan II des Sciences et Techniques (Maroc).